# 楠元站

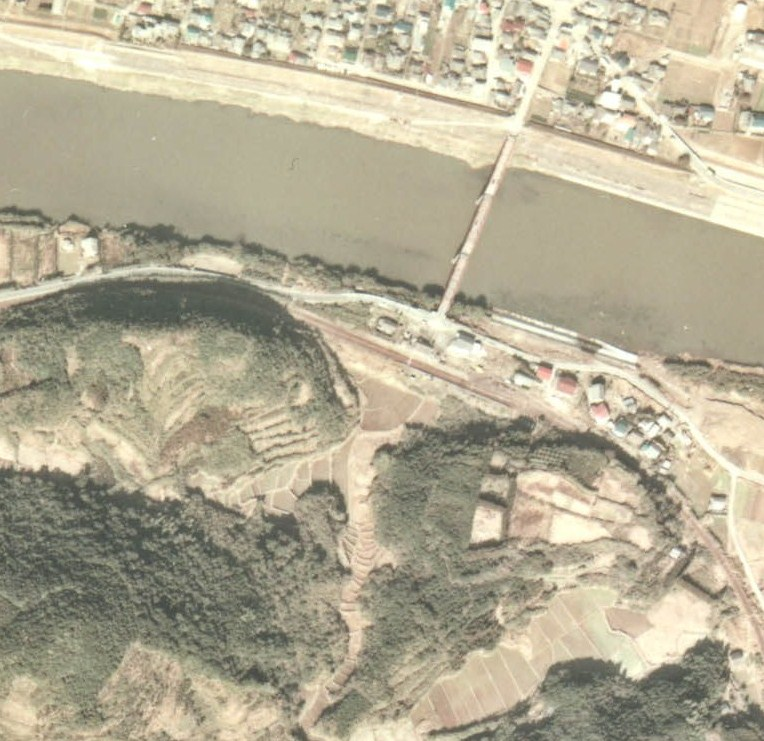
中央部分為楠元站，北邊的河流是川內川。

楠元站（日语：／ Kusumoto eki */?）是位於鹿兒島縣川內市（現時：薩摩川內市）楠元町，日本國有鐵道（國鐵）宮之城線的鐵路車站（廢站）。

## 歷史
- 1924年（大正13年）10月20日：川內町站至樋脇站之間開通，此站啟用[2]。
- 1961年（昭和36年）9月1日：結束貨運業務[1]。
- 1983年（昭和58年）3月14日：結束行李起卸業務[1]。
- 1987年（昭和62年）1月10日：隨著宮之城線全線廢除，此站也被廢除[1]。

## 車站構造
此站設有2面2線的相對式月台。由於在廢站前，此站還有列車交會作業，因此設有職員當值。

### 月台
| 月台 | 路線      | 上下行 | 方向               |
| ---- | --------- | ------ | ------------------ |
| 1    | ■宮之城線 | 上行   | 樋脇、薩摩大口方向 |
| 2    | ■宮之城線 | 下行   | 川內方向           |

## 現狀
現時，車站附近設有鐵路紀念館（該紀念館是位於舊站舍內，但隨著建設市道，該舊站舍從舊站位置遷移至另一處）、轉轍器、古老的信號機、車輪、古老的站名牌和小型廣場。
小型廣場會在毎個月第二個星期日舉行「朝日元氣市」。截至2011年（平成23年），在川內川對面岸的東鄉町斧涮設有「楠元站前」巴士站。

## 相鄰車站
日本國有鐵道（國鐵）
宮之城線
薩摩白濱－楠元－吉野山

## 注腳
1. 1 2 3 4 5  石野哲（編）. . JTB. 1998: 706. ISBN 978-4-533-02980-6 （日语）.
2. ↑  《日本鐵道旅行地圖帳（日语：日本鉄道旅行地図帳）》九州沖繩 p.50

## 相關項目
- 日本鐵路車站列表 Ku